# Unión molecular
La unión molecular es una interacción atractiva entre dos moléculas que da como resultado una asociación estable en la que las moléculas están muy próximas entre sí. Se forma cuando los átomos o moléculas se unen compartiendo electrones. A menudo, pero no siempre, implica algún enlace químico.
En algunos casos, las asociaciones pueden ser bastante fuertes; por ejemplo, la proteína estreptavidina y la vitamina biotina tienen una constante de disociación (que refleja la relación entre la biotina unida y libre) del orden de 10-14, por lo que las reacciones son efectivamente irreversibles. El resultado de la unión molecular es a veces la formación de un complejo molecular en el que las fuerzas de atracción que mantienen unidos los componentes son generalmente no covalentes y, por lo tanto, normalmente son energéticamente más débiles que los enlaces covalentes.
La unión molecular se produce en complejos biológicos (por ejemplo, entre pares o conjuntos de proteínas, o entre una proteína y un ligando de molécula pequeña a la que se une) y también en sistemas químicos biológicos, por ejemplo, como en los casos de polímeros de coordinación y redes de coordinación como marcos metal-orgánicos.

## Tipos
La unión molecular se puede clasificar en los siguientes tipos:
- no covalente: no se forman enlaces químicos entre las dos moléculas que interactúan, por lo que la asociación es completamente reversible
- covalente reversible: se forma un enlace químico, sin embargo, la diferencia de energía libre que separa los reactivos no covalentemente enlazados del producto enlazado está cerca del equilibrio y la barrera de activación es relativamente baja, de modo que la reacción inversa que escinde el enlace químico ocurre fácilmente
- Covalente irreversible: se forma un enlace químico en el que el producto es termodinámicamente mucho más estable que los reactivos, de modo que no se produce la reacción inversa.

Las moléculas unidas a veces se denominan "complejo molecular"; el término generalmente se refiere a asociaciones no covalentes. Las interacciones no covalentes pueden volverse efectivamente irreversibles; por ejemplo, los inhibidores de enzimas de unión estrecha pueden tener una cinética que se asemeja mucho a los inhibidores covalentes irreversibles. Entre los complejos proteína-proteína conocidos más estrechos se encuentra el que se encuentra entre la enzima angiogenina y el inhibidor de la ribonucleasa; la constante de disociación de las proteínas humanas es 5x10 -16 mol/L. Otro ejemplo biológico es la proteína de unión a estreptavidina, que tiene extraordinariamente alta afinidad por la biotina (vitamina B7/H, constante de disociación, Kd ≈10-14 mol/L). En tales casos, si las condiciones de reacción cambian (por ejemplo, la proteína se mueve a un ambiente donde las concentraciones de biotina son muy bajas, o se alteran el pH o las condiciones iónicas), se puede promover la reacción inversa. Por ejemplo, la interacción biotina-estreptavidina se puede romper incubando el complejo en agua a 70 °C, sin dañar ninguna de las moléculas. Un ejemplo de cambio en la concentración local que causa la disociación se puede encontrar en el efecto Bohr, que describe la disociación de los ligandos de la hemoglobina en el pulmón frente a los tejidos periféricos. 
Algunas interacciones proteína-proteína dan como resultado enlaces covalentes, y algunos fármacos son antagonistas irreversibles que pueden o no estar unidos covalentemente. El descubrimiento de fármacos ha pasado por períodos en los que los candidatos a fármacos que se unen covalentemente a sus objetivos son atractivos y luego se evitan; el éxito de bortezomib hizo que los candidatos de unión covalente a base de boro fueran más atractivos a finales de la década de 2000.

## Fuerza impulsora
Para que el complejo sea estable, la energía libre del complejo, por definición, debe ser menor que la de las moléculas separadas por disolvente. La unión puede estar impulsada principalmente por la entropía (liberación de moléculas de disolvente ordenadas alrededor de la molécula aislada que da como resultado un aumento neto de entropía del sistema). Cuando el solvente es agua, esto se conoce como efecto hidrofóbico. Alternativamente, la unión puede estar impulsada por entalpía donde las fuerzas de atracción no covalentes tales como la atracción electrostática, los enlaces de hidrógeno y las fuerzas de van der Waals/London son las principales responsables de la formación de un complejo estable. Los complejos que tienen una fuerte contribución de entropía a la formación tienden a tener contribuciones de entalpía débiles. Por el contrario, los complejos que tienen un componente de entalpía fuerte tienden a tener un componente de entropía débil. Este fenómeno se conoce como compensación de entalpía-entropía.

## Medición
La fuerza de unión entre los componentes del complejo molecular se mide cuantitativamente por la constante de unión (KA), definida como la relación de la concentración del complejo dividida por el producto de las concentraciones de los componentes aislados en equilibrio en unidades molares.
{\displaystyle A+B\rightleftharpoons AB:\log K_{A}=\log \left({\frac {[AB]}{[A][B]}}\right)=-pK_{A}}
Cuando el complejo molecular impide el funcionamiento normal de una enzima, la constante de unión también se denomina constante de inhibición (KI).

## Ejemplos
Las moléculas que pueden participar en la unión molecular incluyen proteínas, ácidos nucleicos, carbohidratos, lípidos y pequeñas moléculas orgánicas como los fármacos. Por lo tanto, los tipos de complejos que se forman como resultado de la unión molecular incluyen:
- proteína-proteína[14]
- proteína– ADN[15]
- proteína– hormona
- proteína-fármaco[16]

Las proteínas que forman complejos estables con otras moléculas a menudo se denominan receptores, mientras que sus compañeros de unión se denominan ligandos.